# Capilla de San Jerónimo Atlixco
La capilla de San Jerónimo Atlixco, más conocida como de San Jeronimito es un edificio religioso de la ciudad de México, ubicado al oriente de su centro.

## Ubicación
Se ubica casi junto al Eje 2 Oriente, separándola un espacio dedicado a plaza y la entrada a la estación del metro Candelaria. Este espacio antes recibió el nombre de Zanja Cuadrada, siendo el canal donde oficialmente terminaba México y sus barriadas, comenzando los despoblados llanos de Balbuena. El espacio de la Zanja Cuadrada se construyó en el límite original de la isla de México-Tenochtitlán con el lago de Texcoco.

## Historia
Se desconoce cuándo se construyó la iglesia, sólo se cree que es del siglo XVI dada su simpleza, en conjunción con otras capillas arrabaleras como la de Romita y la de Ixnahualtongo. Se tiene registro de que originalmente estuvo dedicada a San Francisco, pero popularmente se comenzó a conocer con el nombre de San Jeronimito. Se desconoce si recibió el nombre del puente o el puente lo recibió de la capilla.
El barrio completo, de por sí poco poblado, vio a su población completa reubicada en el villorrio de la Resurrección Tultenco con la epidemia de matlazáhuatl de 1737, convirtiéndose el barrio completo en el camposanto donde se enterraban las víctimas de la epidemia. Poco a poco se fue repoblando, y fue reabierta al culto el 24 de octubre de 1861. Tenía un cobertizo, jacales, corrales y otras construcciones adosadas en todo el templo en 1933, y en 1959 un autobús se estrelló con su bardita de adobe, obligando a reconstruirla. Con el derrumbe de la casa contigua en 1966 sufre nuevos daños, y en 1970 se adosa una capilla en la pared sur de la capilla. Todo esto llevó a que con las lluvias del 4 de octubre de 1976 se desplomara el techo de artesonado. De ahí en adelante se convirtió en basurero y ruinas. 
Fue recuperada, restaurada y reabierta al culto en 1980 por la Secretaría de Asentamientos Humanos y Obras Públicas, y ha permanecido como tal desde entonces.